# Messelhausen
Messelhausen ist ein Stadtteil von Lauda-Königshofen im baden-württembergischen Main-Tauber-Kreis in Deutschland.

## Geographie

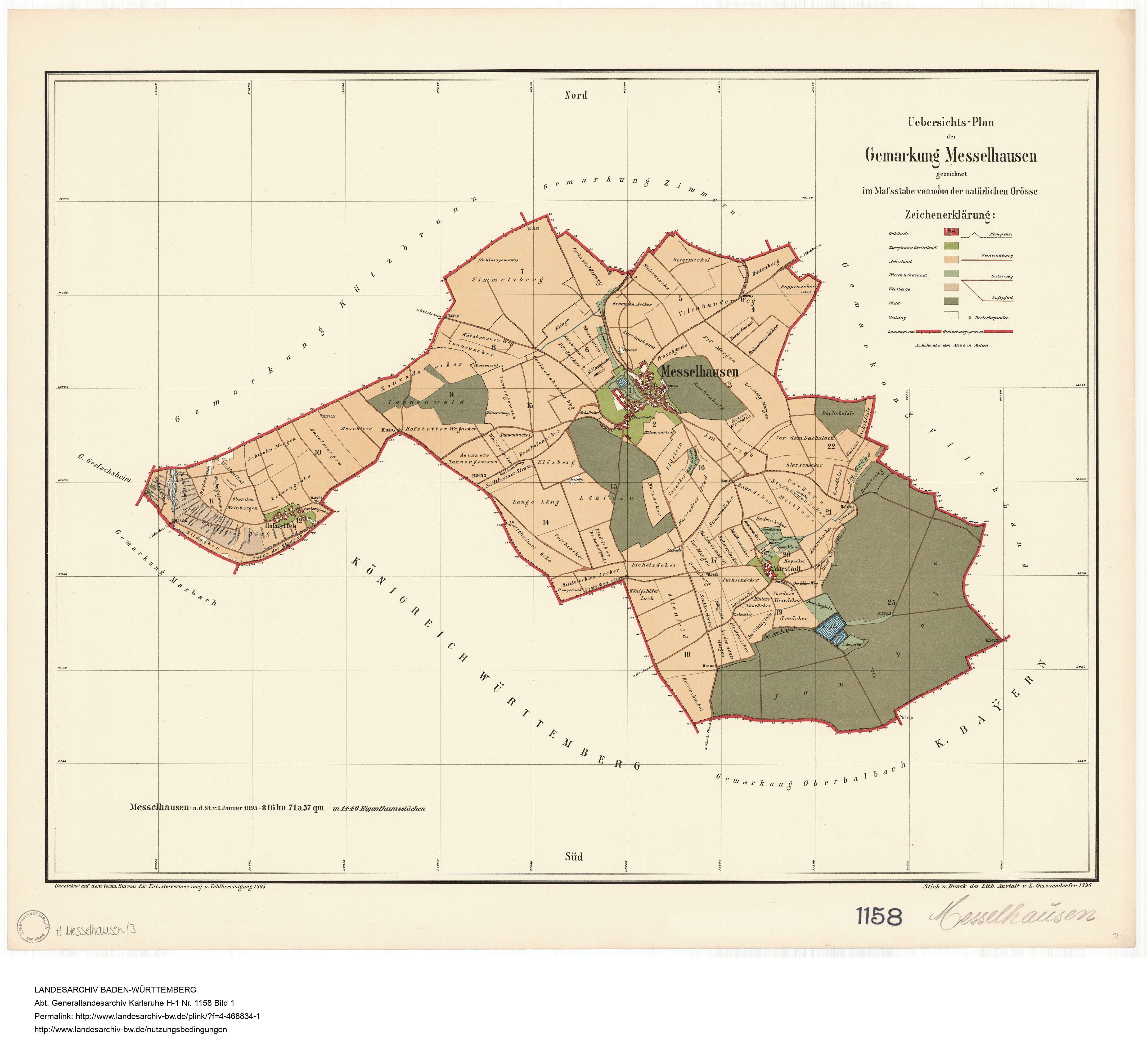
Gemarkung von Messelhausen, 1896

Zu Messelhausen gehören neben dem Dorf Messelhausen noch die Weiler Hofstetten und Hof Marstadt.

## Geschichte
Auf der Gemarkung Messelhausen wurden Beile und Messer aus Stein, Topfscherben und Mahlsteine gefunden, die aus der Zeit der Bandkeramiker (5500–4900 v. Chr.) stammen. 1949 stieß man bei Grabungen bei Marstadt auf Zeugnisse der Rössener Kultur (4500–4300 v. Chr.), man fand drei Feuerstellen mit geschwärzten Steinplatten sowie unter anderem Pfeilspitzen und Zierelemente. 1903 wurde ein Hünengrab im Jungholz freigelegt; anhand der Funde ließ es sich auf die Zeit der Schnurkeramiker (2800–2200 v. Chr.) datieren. Auch konnten zwischen Messelhausen und Oberbalbach Gräber aus der Hallstattzeit gesichert werden.
Messelhusen wird erstmals 1378 in einer Wertheimer Urkunde erwähnt. 1401 findet sich der Name Mestelhusen und 1830 Mystilhausen; er leitet sich ursprünglich von „Haus des Massilo“ ab. Morstat, die Stätte am Moor, wird 1058 erstmals urkundlich erwähnt. Zum 1232 erstmals als „Villa Hovestetten“ auftauchenden Hofstetten gehört die Marienkapelle.
Messelhausen gehörte anfangs vermutlich zuerst den Edelherren von Zimmern und Luden (Lauda). Bereits 1207 gingen Schloss und Ort an die Grafen von Hohenlohe über, im 14. Jahrhundert ging das Dorf vollständig und das Schloss als Lehen an die Herren Mertein von Mergentheim, die es 1401 für 1430 Gulden an die Stadt Rothenburg ob der Tauber verkauften. Im Jahre 1413 wurde das Rittergut an die Herren von Dottenheim verkauft. 1506–1529 war das Rittergut im Besitz des Balthasar von Thüngen, bis Stephan Zobel von Giebelstadt zu Darmstadt 1538 den gesamten Besitz übernahm. Am 17. Mai 1807 kam Messelhausen zum Großherzogtum Baden. Die Gemeinde gehörte seit 1864 zum Amtsbezirk bzw. Landkreis Tauberbischofsheim.
Am 1. Januar 1972 wurde Messelhausen in die Stadt Königshofen eingegliedert. Zum 1. Januar 1975 vereinigte sich wiederum die Stadt Königshofen mit der Stadt Lauda und der Gemeinde Unterbalbach im Rahmen der Gebietsreform in Baden-Württemberg zur Stadt Lauda-Königshofen. Weitere ehemals selbstständige Gemeinden kamen hinzu.

### Wappen
| Wappen von Messelhausen | Blasonierung: „In Rot ein schwarzgezäumter silberner Pferdekopf“ |
| Wappen von Messelhausen | Wappenbegründung: Der Pferdekopf, das Zobelsche Wappen, erscheint 1753 im "MESSELHAUSER. AMBTS. SIGEL". Von der Mitte des 19. Jahrhunderts bis 1959 wurden von der Gemeinde Farbstempel verwendet, die einen gekrönten Schild mit der Inschrift M H (= Messel Hausen) zeigen. Der Schild wird von zwei Palmzweigen flankiert. Während das 1902 vom Generallandesarchiv vorgeschlagene Wappen vom Gemeinderat nicht angenommen wurde, fand das jetzige Wappen am 1. Oktober 1959 die volle Zustimmung. Es ist das Wappen der Freiherren Zobel von Giebelstadt in verwechselten Farben. |

### Jüdische Gemeinde Messelhausen
In Messelhausen bestand von der Zeit des 18. Jahrhunderts bis 1931 eine jüdische Gemeinde.

## Kultur und Sehenswürdigkeiten

### Bauwerke und Baudenkmäler

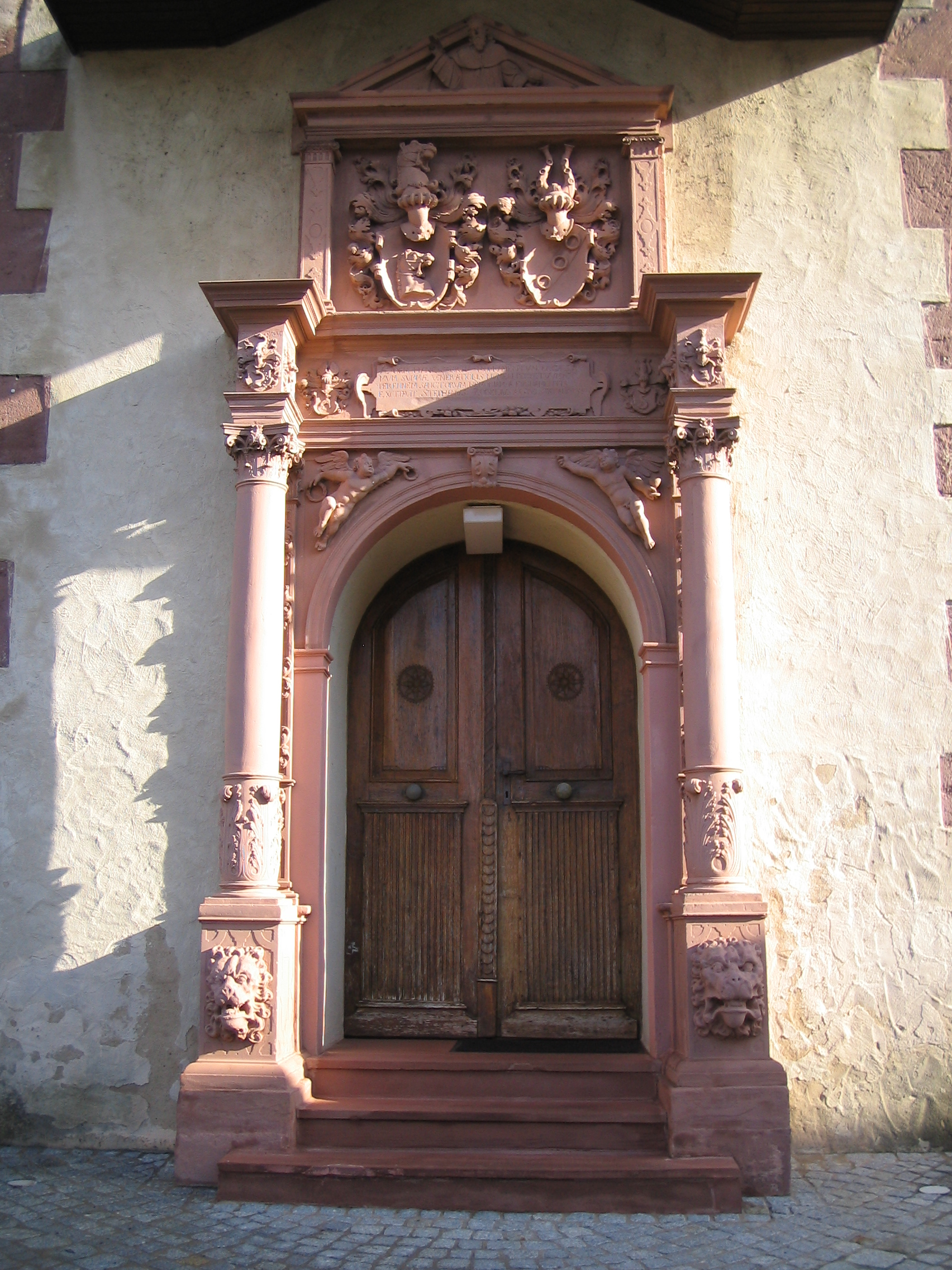
Portal der St.-Burkhard-Kirche in Messelhausen

#### Pfarrkirche St. Burkhard
Die Sankt-Burkhard-Kirche stammt aus dem Jahre 1595. Sie weist ein einschiffiges und flachgedecktes Langhaus mit Westturm auf und wurde von Stephan Zobel von Giebelstadt und dessen Gemahlin gestiftet. Der Chor stammt aus den Jahren 1893/94. Die Kirche besitzt ein sehenswertes Turmportal und ein schlichteres Seitenportal. Beide stammen vermutlich von Michael Junckher. Der Deckenstuck wurde um 1740 gefertigt. Der Hochaltar mit dem Altarbild der Enthauptung von Johannes dem Täufer von 1717 stammt wie das Epitaph von Johann Franz Zobel von Giebelstadt († 1732) und die Mosesfigur von 1718, die den Kanzelkorb trägt, aus der Werkstatt Ziegler in Tauberbischofsheim. Der Kanzelkorb selbst mit den Propheten und Evangelisten wird auf das Jahr 1600 geschätzt. Der Apostelaltar ist eine Stiftung von Bischof Julius Echter und wurde – wie auch der Wandtabernakel – vermutlich Ende des 16. Jahrhunderts von Michael Junckher geschaffen. Der linke Seitenaltar stammt etwa aus dem Jahr 1750.

#### Friedhof mit Familiengruft
Der Friedhof in Messelhausen verfügt über eine Familiengruft der Freiherren von Zobel, dem Grab von Oberlandesgerichtspräsident Johann Anton Zehnter und dem Grab von Geheimrat Philipp Lenard.

### Marstadter See

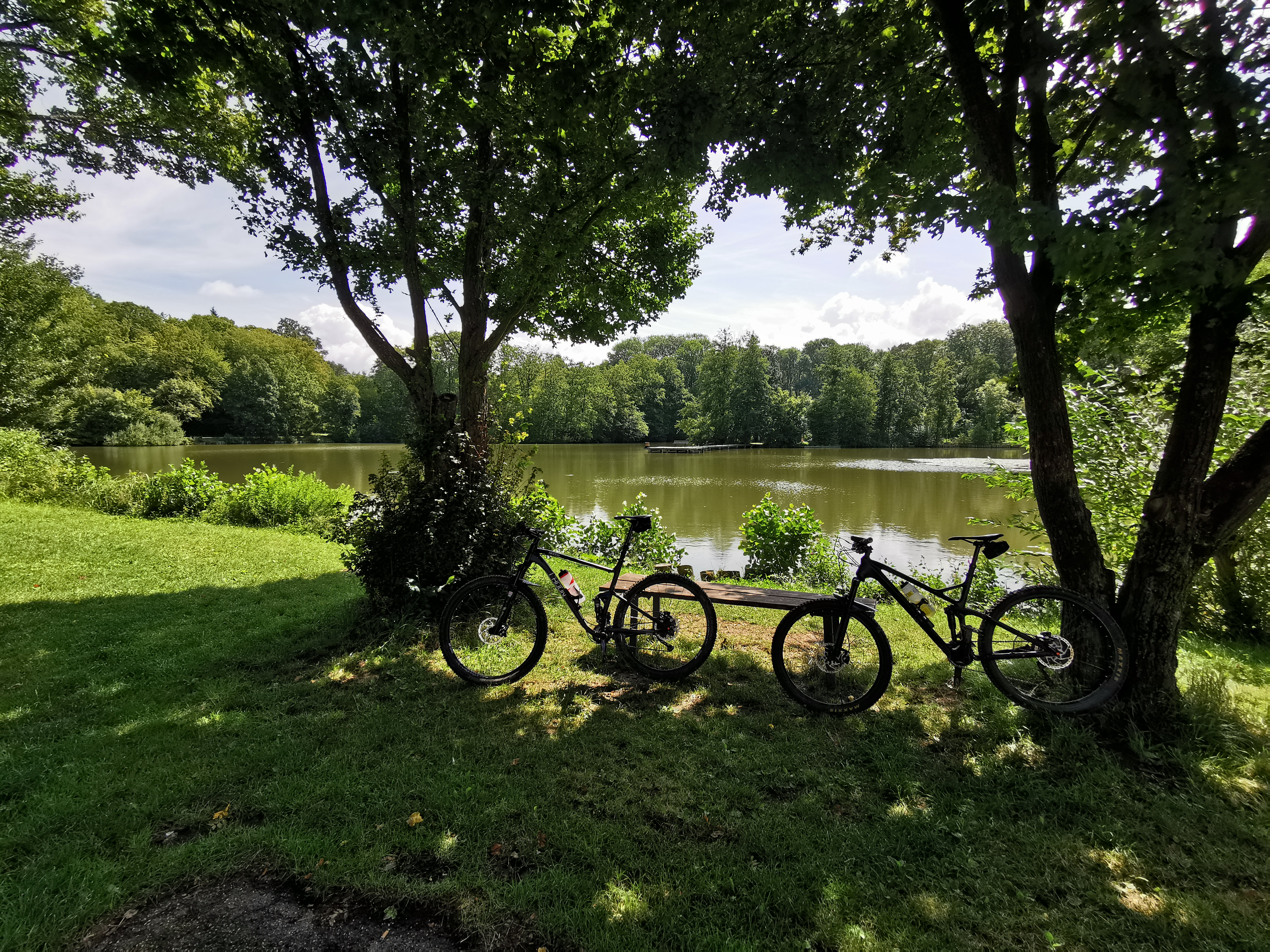
Blick auf den Marstadter See, 2019

Der Marstadter See wurde bereits vor mehreren Jahrhunderten südöstlich des Lauda-Königshofener Weilers Marstadt angelegt.